# احمدآباد (مسجدسلیمان)
احمدآباد روستایی از توابع بخش گلگیر شهرستان مسجدسلیمان در استان خوزستان ایران است.

## جمعیت
این روستا در دهستان آبژدان قرار دارد و براساس سرشماری مرکز آمار ایران در سال ۱۳۸۵، جمعیت آن ۶۱۲ نفر (۱۲۴خانوار) بوده‌است.